# Oscar Bolão
Oscar Luiz Werneck Pellon, de nome artístico Oscar Bolão (Rio de Janeiro, 6 de fevereiro de 1954 — Rio de Janeiro, 16 de fevereiro de 2022) foi um baterista e percussionista brasileiro.